# Music to Watch Boys To
Music to Watch Boys To è un brano musicale della cantautrice statunitense Lana Del Rey, estratto come secondo singolo dal suo quarto album in studio, Honeymoon del 2015. La canzone è stata scritta e composta da Lana Del Rey e Rick Nowels ed è stata pubblicata in formato digitale l'11 settembre 2015.

## Descrizione
Il titolo della canzone è stato nel repertorio della Del Rey per diversi anni, ma solo nel gennaio 2015 la cantante rivelò in un'intervista che scrisse la canzone avendo bene in mente le immagini che essa evoca, disse "il titolo stesso conduce a una visione di ombre di uomini che passano davanti a questa ragazza, i suoi occhi, il suo volto. Nella mia testa vedo molto chiare queste cose." Nell'agosto 2015 la cantante tornò a parlare della canzone affermando "Music to Watch Boys To è una delle mie preferite del nuovo album, amo i 30 secondi a cappella all'inizio. Mi ricorda come se Les Baxter avesse avuto una bonus track nel suo album Jewels of the Sea." La canzone doveva essere inizialmente estratta come primo singolo ufficiale dall'album, infatti il 3 giugno 2015 il modello Jake Mast scrisse su Twitter di aver girato a inizio anno un video insieme a Lana Del Rey per la canzone Music to Watch Boys To e che sarebbe uscito entro la fine del mese, cosa che però non avvenne.

## Video musicale
Uno snippet del video fu inserito nel trailer dell'album contenente altri snippet di tre canzoni, pubblicato sul canale VEVO della cantante l'8 settembre 2015. Il videoclip di Music to Watch Boys To è stato diretto da Kinga Burza ed è stato pubblicato il 30 settembre 2015 sul canale VEVO  della cantante. Il video presenta Lana Del Rey rilassarsi su una sedia a sdraio ascoltando musica mentre degli uomini giocano a basket in un campo da gioco e un gruppo di giovani ragazze nuota insieme sott'acqua, scambiandosi baci. Scene di una Lana Del Rey vestita in nero e ricoperta di glitter si alternano a scene di ragazzi che giocano a basket. Le riprese in acqua sono le uniche a colori, mentre il resto del videoclip è completamente in bianco e nero. Il video si conclude con la Del Rey e le ragazze che si tengono per mano e saltano insieme in acqua.

## Formazione
- Lana Del Rey: voce solista, composizione, produzione[8]
- Kieron Menzies: produzione, campionature, batteria, percussioni[8]
- Rick Nowels: produzione, composizione, ingegneria musicale, sintetizzatore, pianoforte, chitarra elettrica[8]
- Chris Garcia: ingegneria musicale[8]
- Patrick Warren: flauto, oboe, fagotto, clarinetto, strumenti a corda[8]
- Trevor Yasuda: effetti sonori, ingegneria musicale[8]
- Curt Bisquera: batteria dal vivo[8]
- Brian Griffin: conga[8]
- Roger Joseph Manning Jr.: contrabbasso, Omnichord[8]

## Classifiche
| Classifica (2015) | Posizione massima |
| ----------------- | ----------------- |
| Francia (SNEP)    | 117               |